# Jaune miel
Pour les articles homonymes, voir Miel (homonymie).

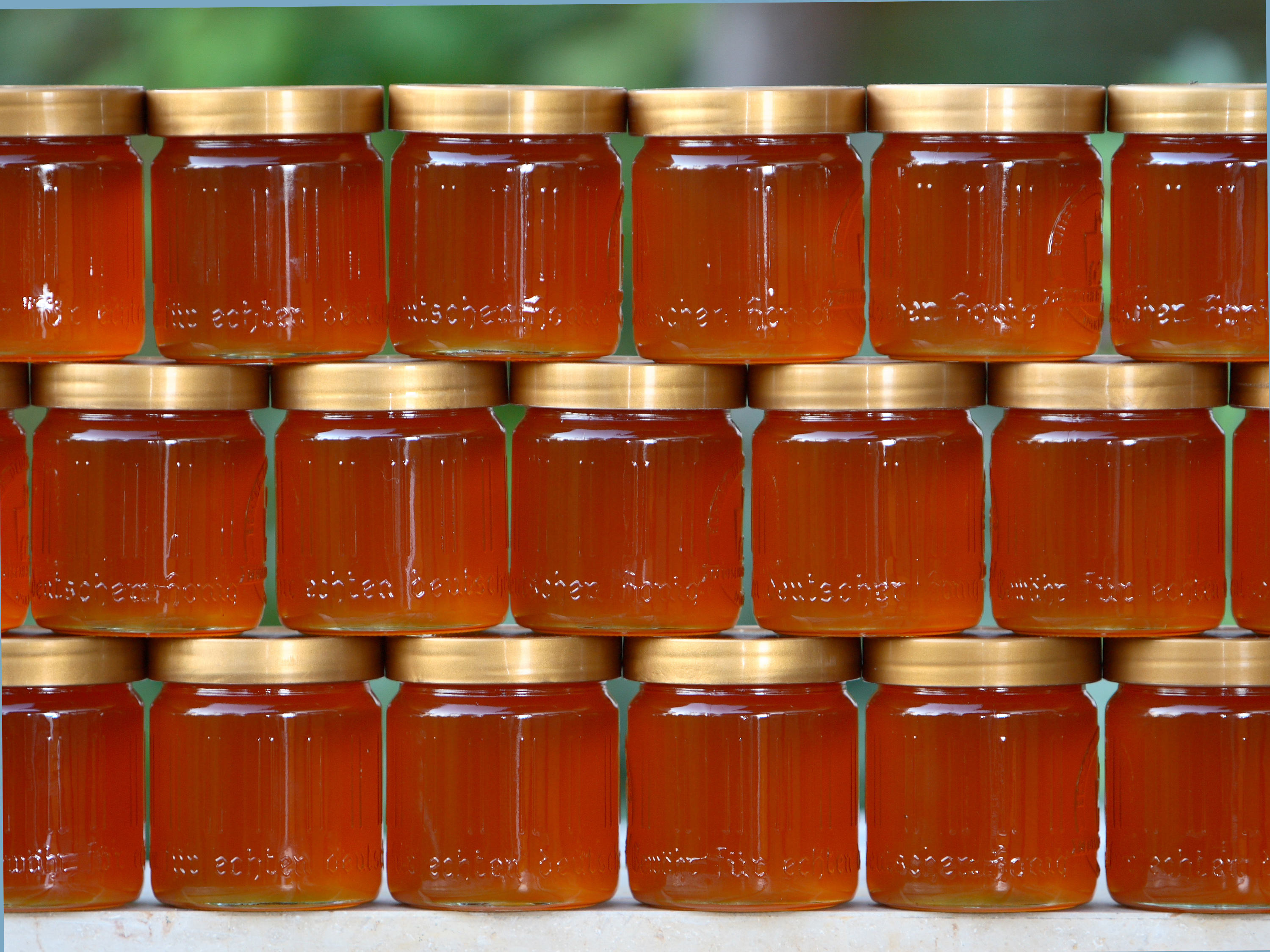
Pots de miel

Jaune miel est un nom de couleur en usage dans la décoration, en référence à la « couleur la plus générale des miels ordinaires ».
Le nuancier RAL indique RAL 1005 jaune miel.
Dans les nuanciers commerciaux, on trouve, en encres et peintures pour les arts graphiques, 150 miel ; en couleurs pour la décoration miel ; en couleurs pour le bâtiment Miel PG642.

## La couleur du miel
Comme pour d'autres produits naturels, la couleur du miel a fait l'objet d'études. La couleur est, avec la fluidité et la transparence, une des caractéristiques accessibles, sans goûter, pour se faire une idée de sa qualité. Cette couleur dépend de la proportion des composants du miel, eau, glucose et fructose, ainsi que de l'avancement du processus complexe de cristallisation, pendant laquelle le miel s'assombrit et jaunit. La couleur des miels diffère aussi selon la provenance florale, à cause des colorants naturels rapportés par les insectes. Un miel de tournesol a ainsi été mesuré, avec une longueur d'onde dominante évoluant autour de 574 nanomètres. Les miels ont en général une teinte de longueur d'onde dominante 575 nm, tandis que les miels foncés sont souvent plus rouges.
Par souci de simplicité et d'économie, les apiculteurs et commerçants peuvent avoir recours à des évaluations visuelles, plutôt que d'utiliser des méthodes colorimétriques générales, consistant à mesurer le spectre lumineux ou à établir des valeurs trichromatiques. On compare la couleur d'une éprouvette de miel à celle d'un filtre optique pris dans un jeu spécialement destiné à cela, de la même façon qu'on utilise un nuancier pour des couleurs opaques. Cette mesure convient surtout pour des miels dont la couleur ne s'éloigne pas trop de celle de la série de filtres.